# Etela Farkašová
Etela Farkašová (* 5. října 1943 Levoča) je slovenská spisovatelka, esejistka, publicistka a filozofka.

## Životopis
Narodila se v rodině zdravotní sestry a úředníka. Dětství strávila v Bratislavě, kde i vystudovala základní i střední školu. Po maturitě v roce 1960 pokračovala v letech 1960–1964 ve studiu na Pedagogické fakultě Trnavské univerzity, obor matematika-fyzika. Po absolutoriu školy pracovala jako středoškolská učitelka matematiky a fyziky ve školách v Trnavě a v Bratislavě. Ve stejné době studovala filozofii a sociologii na Filozofické fakultě Univerzity Komenského v Bratislavě (1966–1972). Od roku 1972 přednáší na Katedře filozofie Univerzity Komenského, a od roku 1998 roku ve funkci vedoucí této katedry.
Jako vědecká pracovnice se zaobírá epistemologií, a to hlavně problémy smyslového i empirického poznání a jejich vztahem ke smyslovému poznání. Zajímá se také o možné vztahy mezi filozofickým a vědeckým myšlením, také vztahy mezi filozofií a uměním, hlavně literaturou. Od 90. let 20. století se její vědecký zájem rozšířil o feministickou filozofii, s důrazem na feministickou epistemologii. Těmto tématům věnuje svoje vědecké práce, které publikuje jak ve slovenských, jako i v zahraničních sbornících. Zároveň je uznávanou spisovatelkou a esejistkou, věnuje se i publicistice a často se vyjadřuje na téma důležitých současných problémů ve slovenském tisku nebo rozhlase a televizi, se kterými také spolupracuje.
V letech 1995– 1996 přednášela ve Filozofickém institutu Vídeňské univerzity jako hostující profesorka. V současnosti je členkou Vědeckého výboru Slovenské akademie věd, Národního filozofického výboru, mezinárodní skupiny při NEWW (Network of East-West Women) a je spoluzakladatelkou a členkou Klubu slovenských prozaiček „FEMINA”.

## Tvorba
Jako prozaička debutovala ve slovenských časopisech, a první povídkovou sbírku, „Reprodukcia času”, vydala v roce 1978 a odtehdy každých několik let vydává nový svazek krátkých próz, buď knihu novel, nebo v poslední době své příznivce překvapila i sbírkou básní. Její tvorba se vyznačuje převahou reflexívního tónu nad vykonstruovaností příběhu. Ve svých pracích se soustřeďuje na zobrazování života žen v současné společnosti – místo ženy v současné rodině, mezigenerační vztahy, vztahy mezi matkami a jejich dětmi, úvahy o smyslu (sebe)obětování, a k tomu svět emocí a vyprávění o pokusech najít ticho a klid ve vlastním životě navzdory hlučné civilizaci, tvoří hlavní motivy jejích povídek a novel.
Občas překládá z němčiny a angličtiny a zúčastňuje se mezinárodních uměleckých projektů spolu s ostatními slovenskými a také rakouskými spisovateli, se kterými dvakrát připravila antologii současné slovenské a rakouské ženské prózy. Spisovatelka nepopírá ani svůj vztah k Polsku, který zdědila prostřednictvím své prababičky, jež pocházela z Nového Targu.

## Ocenění
Za svoji spisovatelskou tvorbu, stejně tak jako i za jinou kulturní činnost, získala vícero ocenění:
- 1978 Cena Ivana Kraska za literární debut
- 1992 Cena SLF za filozofickou esej Etudy o bolesti
- 1993 Cena SLF za filozofickou esej Život ako rozhovor
- 1997 Cena Spolku slovenských spisovatelů
- 2004 Zlatá medaile za prácu na Univerzitě J.A. Komenského v Bratislavě
- 2004 Zlatý čestný odznak Rakouské republiky za činnost v zájmu rakousko - slovenské kulturní spolupráce
- 2006 Cena Slovenského centra P.E.N. pro rok 2005 za novelu Stalo sa

## Dílo

### Próza
- 1978 Reprodukcia času, sbírka próz
- 1983 Snívanie v tráve
- 1986 Nočné jazvy
- 1989 Unikajúci portrét
- 1993 Nedeľné fotografie
- 1997 Deň za dňom, novela, která vypráví o každodenním životě postiženého chlapce a jeho matky
- 1998 Hodina zapadajúceho slnka
- 2001 Po dlhom mlčaní, novela, která popisuje složitý emoční vztah mezi dospělou ženou a její matkou
- 2002 Záchrana sveta podľa G., novela o mladé ženě, kterou po osobní těžké zkušenosti trápí obavy, že svět se řítí do chaosu, a proto se pokouší o jeho záchranu nebo alespoň o záchranu svého vlastního světa před tímto chaosem, k čemuž používá všechny možné prostředky
- 2005 Stalo sa, novela, která popisuje citové rozpoložení ženy, jenž se stará o svoji umírající matku a zároveň je popisem života žen na Slovensku na začátku 20. století (nominována do finále Anasoft litera)

### Povídky v antologiích
- 1982 Soľ zeme
- 1994 Tagtägliche Unendlichkeit. Slowakische Erzahlungen
- 1996 Planéta zrýchleného pohybu
- 1997 Zbližovanie - Annaherung, antologie povídek rakouských a slovenských prozaiček
- 2001 Prudenia – Strömungen, antologie povídek rakouských a slovenských prozaiček
- 2001 Ženy a fjordy, antologie norských a slovenských autorek

### Poezie
- 2006 - Na rube času
- Opretá o ticho (připravována)

### Tvorba pro rozhlas
- 1981 Rozhodnutie
- 1985 Navraty
- 1986 Pivnica

### Eseje
- 1998 Etudy o bolesti a iné eseje, sbírka esejů
- 2003 Uvidieť hudbu a iné eseje, sbírka esejů

### Vědecké monografie
- 1980 Teória poznania
- 2006 Na ceste k vlastnej izbe

### Filozofické antologie
- 2000 Rok 2000: úzkosti a nádeje
- 2001 Filozofia v kultúrnom kontexte (spolu s M. Marcellim)
- 2003 Filozofia: minulé podoby - súčasné perspektívy (spolu s M. Szapuovou)